# سیارک ۱۴۳۶۵
سیارک ۱۴۳۶۵ (به انگلیسی: 14365 Jeanpaul، نامگذاری:1988RZ2) چهارده هزار و سیصد و شصت و پنجمین سیارک کشف شده‌است که در ۸ سپتامبر ۱۹۸۸ کشف شد.
قدر مطلق سیارک برابر ۱۴٫۰۰ است.